# Boophis spinophis
Boophis spinophis Glaw, Köhler, De La Riva, Vieites & Vences, 2010 è una rana della famiglia Mantellidae, endemica del Madagascar.